# Parti de la restauration du Liberia
Le Parti de la restauration du Liberia (en anglais : Liberia Restoration Party ; LRP) est un parti politique libérien fondé en 2017.

## Histoire
Le Parti de la restauration du Liberia est enregistré par la Commission électorale nationale le 26 juin 2017. Il s'agit d'une émanation politique de la Liberia Restoration to Christian Heritage, une organisation dont l'objectif est de faire du Liberia un État chrétien. MacDella Cooper est la première porte-parole et première candidate à la présidentielle du parti. Elle est la seule femme candidate à l'élection présidentielle de 2017. Son colistier est William R. Slocum. Cooper apporte son soutien au candidat de la Coalition pour le changement démocratique (CDC), George Weah, lors du second tour du scrutin.
Le LRP présente 37 candidats aux élections législatives de 2017, dont 11 femmes. Le parti ne remporté aucun siège à la Chambre des représentants. Il ne remporte également aucun siège aux élections sénatoriales de 2020. Lors d'une élection partielle de 2021 pour le siège du district n°1 du comté de Grand Gedeh, le candidat du LRP, Erol Madison Gwion, bat le candidat du parti au pouvoir du Congrès pour le changement démocratique (CDC), Jeremiah Garwo Sokan.
En mars 2023, la convention du LRP tenue à Tubmanburg élit Gabriel H. Salee comme président national du parti, tandis que Allen R. Brown Jr. devient porte-parole. En juillet 2023, le représentant du LRP Gwion revient au CDC. Brown devient le candidat présidentiel du LRP en 2023, son colistier étant Noosevett J. Weah. Lors des élections législatives de 2023, le LRP présente 17 candidats. Marie G. Johnson remporte les élections dans le district n°2 du comté de Grand Gedeh. Lors des élections sénatoriales de 2023, le LRP présente 3 candidats. Thomas Yaya Nimley l'emporte dans le comté de Grand Gedeh.

## Résultats électoraux

### Élections présidentielles
| Année | Candidats          | Candidats         | Premier tour | Premier tour | Second tour | Second tour | Position | Statut  |
| Année | Président          | Vice-président    | Voix         | %            | Voix        | %           | Position | Statut  |
| ----- | ------------------ | ----------------- | ------------ | ------------ | ----------- | ----------- | -------- | ------- |
| 2017  | MacDella Cooper    | William R. Slocum | 11 645       | 0,75         |             |             | 8e       | Non élu |
| 2023  | Allen R. Brown Jr. | Noosevett Weah    | 15 607       | 0,85         | 7e          | Non élu     |          |         |

### Élections législatives
| Élection | Voix   | %    | Sièges | +/– |
| -------- | ------ | ---- | ------ | --- |
| 2017     | 11 690 | 0,76 | 0 / 73 | Nv  |
| 2023     | 13 604 | 0,75 | 1 / 73 | 1   |

### Élections sénatoriales
| Élection | Voix   | %    | Sièges      | Sièges | Sièges | Sièges      | Sièges |
| Élection | Voix   | %    | Total avant | En jeu | Élus   | Total après | +/-    |
| -------- | ------ | ---- | ----------- | ------ | ------ | ----------- | ------ |
| 2020     | 7 253  | 0,82 | 0           | 0      | 0      | 0 / 30      | Nv     |
| 2023     | 26 575 | 1,47 | 0           | 0      | 1      | 1 / 30      | 1      |